# Leucochlaena purpurascens
Leucochlaena purpurascens là một loài bướm đêm trong họ Noctuidae.